# Vodopády Sete Quedas
Vodopády Sete Quedas (portugalsky Cachoeira Sete Quedas, španělsky Saltos del Guairá) byly nejmohutnějšími vodopády na světě. Vodní energií překonávaly dvakrát Niagarské vodopády a osmkrát vodopády Iguacú. V roce 1982 zmizely pod hladinou přehradní nádrže vodního díla Itaipú.

## Historie
První zprávu o vodopádech podali jezuitští misionáři začátkem 16. století. Krátce nato se v tomto místě setkaly kolonizační zájmy Portugalska a Španělska. Od vodopádů proti proudu byla řeka Paraná vždy na území portugalském či holandském, od vodopádů po proudu se řeka stala politicky komplikovanou hranicí. V roce 1750 podepsaly Portugalsko a Španělsko smlouvu vymezující hraniční obrysy tehdejších kolonií. Ve vztahu pravého břehu řeky Paraná však text nebyl jednoznačný a spory včetně ozbrojených střetů se protáhly až do 20. století.
Do začátku 20. století soupeřily v proslulosti vodopády na řece Paraná s vodopády Paulo Afonso na severovýchodě země. Vyšší zalidněnost jihovýchodu a řádění banditů na severovýchodě posunuly vodopády Sete Quedas na přední pozici v popularitě. Brazilské město Guairá na břehu vodopádů patřilo ve 20. století mezi turisticky nejnavštěvovanější města v Brazílii. Návštěvnost vodopádů výrazně převyšovala návštěvnost vodopádů Iguacú. Sídlo Guairá mělo před stavbou vodního díla Itaipú 60 000 obyvatel, zatímco Foz de Iguacú 20 000. Po napuštění přehradní nádrže se poměr obrátil.
22. června 1966, učinily Brazílie a Paraguay první krok k výstavbě Itaipú Binacional. Toho dne podepsali brazilští ministři zahraničí text dohody o společném využití toku řeky Paraná od ústí řeky Iguacú po vodopády Sete Quedas. V projektu i ve výstavbě byla již i další vodní díla výše po toku, která by dokázala zajistit dostatečnou akumulaci vody pro derivační řešení. V takovém případě by byla řeka přehrazena nad vodopády a elektrárna by byla vybudována v podzemí s výpustí do kaňonu řeky. Takové řešení zachovalo vodopády Paulo Afonso alespoň pro období přelivů povodňových průtoků. Ve 21. století by připadalo v úvahu jedině toto řešení.
Termínem napuštění přehradní nádrže byl rok 1982. V tomto roce dosáhl příliv turistů historického maxima. Milovníci vodopádů z celé Brazílie se přijížděli rozloučit s nejmohutnějšími vodopády světa. 17. ledna 1982 se pod náporem turistů zhroutila vyhlídková lávka, umístěna ve třicetimetrové výšce nad kaňonem. 32 lidí zahynulo a přes tisíc lidí uvízlo na osamělém říčním ostrově. I přes tuto tragédii se ke břehům vodopádů až do jejich konce vydávaly sta tisíce návštěvníků zhlédnout jedinečný přírodní úkaz. Během povodně v říjnu 1982 se hladina nad vodopády Sete Quedas uzavřela.

## Popis
Uvědomit si mohutnost vodopádů umožňují historické snímky. Do ploché cesty řeky o šířce přes 1000 m se do cesty postavily rokle o šířce kolem 60 m. V půdorysu proto byly podobné vodopádům Iguacú. Pád vody do centrálního kaňonu však neprobíhal podél jediného jazyka, ale sedmi samostatnými přelévanými roklemi. Proto vodopády dostaly portugalský název Sete Quedas – Sedm pádů. V jednotlivých ramenech lze vysledovat 19 výrazných celků, které samy o sobě představovaly mohutný vodopád. Těchto devatenáct vodopádů mělo vlastní jména. Menších samostatných vodopádů bylo možno napočítat kolem tří stovek.
Řekou se prořezávaly typické čedičové sloupy, které tvořily charakteristickou kulisu. Hluk vodopádů byl slyšet ve vzdálenosti 30 km.
Průměrný průtok se odhadoval kolem 13 000 m3/s a maximální přes 50 000 m3/s. Průměrný průtok Konga na Livingstonových vodopádech je kolem 40 000 m3/s. Tyto vodopády jsou však přes svůj název pouze peřejemi, neboť voda nevytváří žádný kolmý stupeň. Průměrný přírodní průtok Niagarských vodopádů je 6000 m3/s, část však je odebírána niagarskými elektrárnami, a to při povinnosti zachovat minimum 2800 m3/s v turistické sezóně. Průměrný průtok vodopádů Iguacú a Viktoriiných vodopádů je kolem 1500 m3/s.
Celkový pokles hladiny na vodopádech i následných peřejích byl na délce 32 km 114 metrů, v samotném úseky Sedmi pádů byl nejvyšší kolmý stupeň vysoký 40 metrů.  
Celková délka přelévané hrany byla 4,8 km. Na říčních ostrovech na hraně vodopádů byly postaveny sloupy vysokého vedení mezi Brazílií a Paraguayí, který vytyčují zatopený přírodní skvost doposud.

## Přítomnost a budoucnost
V období vojenských diktatur proběhlo protestních akcí proti zatopení vodopádů velmi málo. Každopádně v roce 1982 se na titulní stránce populárního brazilského deníku Jornal do Brazil objevila smuteční poéma Carloese Drummonda de Andrade na památku „sedmi krásných duchů, zavražděných člověkem“. V reakci na otištění básně pronesl ředitel společnosti Itaipú Binacional: “Nezničíme Sete Quedas, jenom je převedeme do přelivu hráze, který jim navrátí jejich krásu.“
V roce 2007 navštívilo vodopády Iguacú 1,08 milionu turistů, zatímco přehradu Itaipú 647 000 návštěvníků. Návštěva přehrady bývá pro vzdálenost cca 30 km doplňkovou nabídkou akcí cestovních kanceláří, nabízejících v hlavní nabídce přírodní vodopády.
Při poklesu hladiny při vysokém odběru v suchém období se hrany vodopádů z hladiny jezera krátkodobě vynořují. Objevují se požadavky na snížení pracovní hladiny za účelem alespoň částečného obnovení vodopádů. Životnost vodního díla Itaipú se odhaduje na 300 let. Vodopády vznikly v oblasti mimořádně seizmicky stabilní a jsou pod hladinou dokonale zakonzervovány. V geologických dějinách je jejich zatopení krátkou epizodou a je jisté, že nejmohutnějšími vodopády na planetě se opět stanou Sete Quedas na řece Paraná.